# Iłża

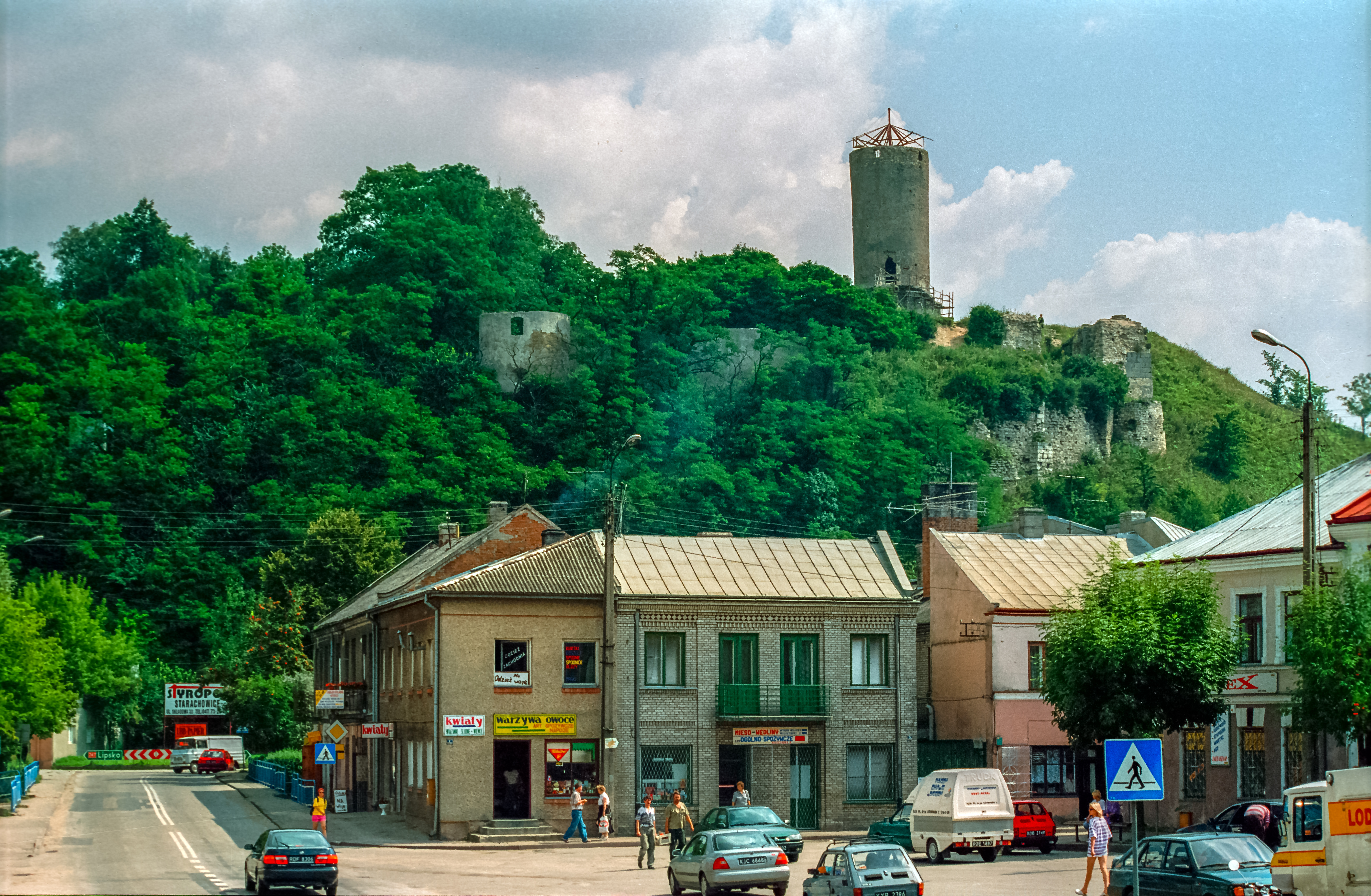
Iłża

Iłża este un oraș în Polonia.